# 戶隱神社
戶隱神社（日语：／ Togakushi-jinja */?）是日本長野縣長野市戶隱的神社，社格是國幣小社和別表神社，分為奧社、中社、寶光社、九頭龍社和火之御子社。文化財方面，牙笏和紙本墨書法華經殘缺是重要文化財，舊德善院本堂和庫裏（極意家神殿和宿坊）和越志家住宅主屋（舊廣善院客殿）和土藏是登錄有形文化財，戶隱字寶光社全域、字中社、字寶光社東、字寶光社西、字堂前林、字向林、字東谷和字上泡原的各一部分是重要傳統的建造物群保存地區，銅製不動明王御正體、戶隱山顯光寺流記并序、戶隱神社太太神樂、戶隱神社信仰遺跡和戶隱神社奧社社叢是長野縣指定文化財，武田晴信願狀、宣澄踊、町石（丁石）和戶隱中社的三本杉是長野市指定文化財。
氏子根據《長野縣上水內郡神社誌》、《神社名鑑》和《全國神社名鑒》記載均為103戶，氏子地區是戶隱，《日本社寺大觀》則指神社沒有氏子。崇敬者方面，根據《長野縣上水內郡神社誌》記載是約200,000人，遍布日本全國，《神社名鑑》稱是900人，《全國神社名鑒》則稱是210,000人。此外，根據須坂西高等學校鄉土部在1947年的調查，戶隱講的戶數達1,516戶，北信地方、東信地方、中信地方和南信地方分別是510戶、166戶、308戶和116戶，新潟縣（96戶）、群馬縣（53戶）、栃木縣（22戶）、埼玉縣（51戶）、茨城縣（30戶）、千葉縣（21戶）、東京都（11戶）、富山縣（11戶）、岐阜縣（25戶）、愛知縣（36戶）、北海道（13戶）以及其他（47戶）也有分佈。

## 位置與名稱
神社位於長野市北部戶隱連峰南麓表山部分的戶隱山山麓，其中奧社在稱為八方睨的山頂的懸崖之下，此地有一處稱為本院澤的溪澗，其下流稱為鳥居川，奧社左下方是九頭龍社，奧社參道部分長約兩公里，奧社參道入口處兩公里外是中社，往山下走是火之御子社和寶光社，沿路兩旁是由社家經營的宿坊。行政區劃方面，神社原為信濃國水內郡戶隱村，後為上水內郡，大字是戶隱，字分別是奧社、中社和寶光社，地號按次序是3689、3506和2110。
戶隱的名稱由來眾說紛紜，根據《先代舊事本紀》和《戶隱山本院昔事緣起》記載，名稱源於天岩戶傳說的天手力雄命的子孫來到此地供奉祖先而來，神社官方則引述《戶隱山顯光寺流記》和《戶隱本院昔事緣起》記載，指天手力雄命扔掉岩戶時掉落的地方是戶隱山，《戶隱山顯光寺流記》也指戶隱山原為迦葉佛說法的靈窟和鎮護國家的靈場。嘉祥3年（850年）3月中旬，行者學問打算再興此山便登上飯綱山，並且將金剛杵扔下山，其掉落於約100町（約10.91公里）以外的寶窟，學問在前去該處時，聖觀音、千手觀音、釋迦如來和地藏菩薩現身。當晚，九頭一尾龍伴隨著一陣腥風在南面現身，並且跟學問說此山曾經被破壞達四十多次，我是七度執行寺務的末任別當澄範，雖然由於虛用佛物而變成如此，不過由於行者錫杖發出的聲音以及六根懺悔而得到解脫，我未來永劫也會守護此山，請你盡快興建大伽藍，山峰上有5丈（約15.15）的白石，象徵兩界曼荼羅而得名兩界山，在山前的密壇是迦葉佛說法修行之地，山中也有33處洞窟，與觀世音菩薩化身數目一致，只要登上此山便能永遠脫離惡趣之苦，運氣也會變好。然後，諸佛便隱身於洞窟內，再以大磐石堵塞洞窟口，並且取名為戶隱山，由於行者扔出的金剛杵發光，因此以顯光寺為號，九頭一尾龍則化作九頭龍權現。
根據收錄於《阿娑縛抄》內的《戶隱寺緣起》記載，九頭一尾鬼在稱為學問的行者於戶隱山的大石屋內誦讀《法華經》時出現，稱誦經聲讓其變為功德者，為了守護此山而決定留在石屋內，並且把門封掉。由行者建立的寺便是戶隱寺，山體也開始稱為戶隱山而得名。除了戶隱寺外，奧社原稱奧院，中社原稱富岡院和中院，寶光社則原稱福岡院、放光院和寶光院。

## 歷史
神社推測源於地主神而來的九頭龍信仰，也有始於奧社在孝元天皇5年鎮座於此的說法。根據《先代舊事本紀》記載，高皇產靈尊之子天思兼命天降至信濃國，與其子天表春命是信濃阿智祝部的祖先，因此也有神社是由阿智祝部開創的說法。根據成書於11世紀時的《能因歌枕》，當時已有「戶隱」的記載，戶隱作為四方的靈驗所在後白河法皇編撰的《梁塵秘抄》中與伊豆走湯、駿河富士山、伯耆大山、丹後成相、土佐室戶和讚岐志度齊名，反映當地在平安時代時已有修驗道。
根據比叡山橫川的承澄在弘安2年（1279年）書寫而成的《阿娑縛抄諸寺略記》記載，行者學問在嘉祥2年（849年）開始於此修驗，收錄於《戶隱神社文書》內的《戶隱山顯光寺流記》則稱是嘉祥3年（850年）。根據《吾妻鏡》文治2年3月12日（1186年4月3日）條記載，神社在《關東御知行國國內乃貢未濟庄庄》的注文中於信濃國的部分記載有「天台山末寺顯光寺」，反映顯光寺在平安時代後期時是延曆寺的末寺，神社也作為其一部分是延曆寺的莊園。根據《戶隱山顯光寺流記》的別當職位之事記載，當時延曆寺補任的別當以及修驗僧的社僧負責在神社奉仕，同書也記載有當時的四至，東至飯繩山鳴岩，南至仁和坂本鄉，西至大峰二本杉，北至黑姬境宮。久壽元年（1154年），根據同書記載，當時寄進銅佛器的有別當寬範和權別當湛助，僧房則有燈明房、高乘房、常義房、常緣房、東林房、常住房、隨光房、遊樂房、祇乘房、緣明房、義明房、普光房、圓林房、瑠璃房、極樂房、自在房、禪明房、真樂房、禪修房、花如房、廣慶房、實相房、集樂房，總共23房，均屬奧院，中院和寶光院則沒有記載。
進入鎌倉時代後，戶隱山別當的職位自第24代別當寬範之後代代由栗田氏繼承，第30代寬明時有眾徒轉移至中條，第33代寬清時則寶光院眾徒在文永7年（1264年）轉移至靈仙寺，盡管如此眾徒在不久後便重返神社。在室町時代中期，原本由行者學問撰寫的《流記》雖然有多種版本，但是缺乏流通版本，十穀僧有通便在長祿2年（1458年）校對各版本後編成《戶隱山顯光寺流記》。當時，戶隱山的修驗道分為天台宗的本山派以及真言宗的當山派，兩派就法義問題多有抗爭。大永4年（1524年），本山派的大先達東光房宣澄遭到當山派殺害，台密的秘笈因而失傳，為此宣秀和榮快等人為了重振入峰灌頂而前往豐前國英彥山向阿吸房即傳學習台密的奧秘，根據《戶隱山神領記》大永4年3月的項目記載，兩人獲授予峰中傳授灌頂的儀軌以及33種秘訣，當山派反而遭到宣澄亡靈作祟下衰退，最終僅剩本山派。
進入戰國時代後，武田晴信在永祿元年（1558年）8月向神社寄進修理費用以祈求擊敗長尾景虎。翌年6月19日（1559年7月23日），由於景虎派兵攻進戶隱山，三院的眾徒便短暫避難至水內郡鬼無里村，其後眾徒在晴信的勢力擴大至北信濃後便重返戶隱山。永祿7年（1564年）秋天，景虎方率兵進攻信濃國，奧院祇乘坊真祐擔憂戶隱的靈場屢屢成為戰場，從而導致對神明的侍奉也可能無以為繼，因此便與同志70人在武田氏一方的大日方氏庇護下轉移至其領內的水內郡小川的筏峰。文祿3年（1594年），三院眾徒在上杉景勝的保護得已重返戶隱，並且獲其協助重建三社，當時重返戶隱的眾徒有53坊，29坊則丟空。
慶長9年（1604年），神社獲松代城城主松平忠輝寄進水內郡栗田村、二條和上楠川，總共200石。慶長17年5月1日（1612年5月31日），根據《本光國師日記》記載，神社獲德川家康加增上野村、栃原村內下楠川、宇和原和奈良尾，總共800石，石高也因而增至1,000石，其中別當勸修院領有500石，社僧的300石由奧院眾徒12坊領有，圓覺坊、祇乘坊、隨能坊和常祇坊分別領有30石，圓明坊和善明坊分別是25石，能遊坊、金輪坊、隨光坊、常樂坊、祇蓮坊和忍辱坊分別是20石，剩餘200石則由社家栗田氏領有。同時，家康也下達各種規定，奧院12坊脫離修驗道改屬天台宗，坊名也改為採用院號。
相對地，當時中院的西住坊、光如坊、中光坊、儀光坊、東寂坊、西妙坊、行林坊、醍醐坊、圓如坊、中道坊、永泉坊、花宰坊、義養坊、能海坊、妙祐坊、正住坊、東陽坊、立藏坊、禪教坊、圓藏坊、集樂坊、實道坊、自在坊和光泉坊，以及寶光院的法林坊、玉泉坊、常行坊、玉藏坊、普光坊、法明坊、乘南坊、義明坊、覺住坊、法乘坊、常明坊、乘祐坊、慶城坊、圓光坊、靈仙坊、成就坊和圓融坊則由於與修驗道存在經濟關係而未獲分配。兩院通過山伏來派發神札以及徵收初穗來吸納信眾，根據天保12年（1941年）的《本坊並三院眾徒分限帳》記載，常樂院的配札檀家達約2,600戶，年收入是15兩，妙行院則是3,900戶，年收入為15兩，信眾不但遍及信濃國，越後國以至佐渡國等地也有大量信眾。
| 本寺                         | 末寺 |
| ---------------------------- | --- |
| 延曆寺末寺→寬永寺末寺→顯光寺 | 岩殿寺、大法寺、月輪寺、行昌寺、山千寺、法界寺、金光寺、蓮花寺、東光寺、靈寶院、寶壽院、金剛院、明傳院、神刀院、寶藏院、大昌院、長壽院、最勝院、善性院、大乘院、多門院、神岳院、了學院、光輪院、梅岩寺、法成院、西法院、大寶院、戒乘院、金藏寺、大正院、安樂寺、見立寺、現成院、妙覺院 |

正德年間（1711年至1716年），原本定居於奧社參道杉木大道西面的奧院眾徒獲准在山下設坊。享保15年（1730年）9月，奧院眾徒12院以生活不便為由向別當提出遷居，同月獲別當批准在大晦日至正月3日以及4月至9月以外的時期可以居住於山下，其中9院遷移至中院，3院則轉移至寶光院。安永9年（1780年），寶光院眾徒以雪橇盛載柴火經過中院的院子時遭到中院眾徒阻撓而發生爭執，其後寶光院眾徒不滿別當勸修院的裁定而集體出走，並且越訴至寬永寺，但是未獲受理。與此同時，別當更讓中院轉任至寶光院，對此寶光院眾徒進一步向江戶幕府寺社奉行控訴，最終寺社奉行以在天明2年（1782年）5月時曾經離開戶隱山越訴為由，從戶隱山驅逐除了在期間死去的主謀外的16名寶光院御師。其後，奧院和中院的社家12家轉移至寶光院，形成三院各12坊，總共36坊。
慶應4年3月17日（1868年4月9日），神佛分離開始實施，奧院與社家主張社領劃入松代藩，中院、寶光院和別當勸修院則主張劃入伊那縣，爆發稱為「社中惑亂」的騷動。同年8月，別當等眾徒還俗，翌月直屬於神祇官，改稱為神主，並且廢除佛寺，奧院、中院和寶光院也同時改稱為戶隱神社奧社、中社和寶光社。明治維新後，奧社8院遷移至中社，4院遷移至寶光社。明治3年（1870年），前別當久山獲授予神主的稱號，前神職的栗田是權神主，三名長老是正禰宜，其餘眾徒則是禰宜，社領劃入伊那縣，新田約628石中的600石由中社和寶光社平分，奧社則依舊不變。翌年5月3日，長野縣廳宣佈將神官劃為平民，久山和栗田以外的舊眾徒均暫時失去神官的資格。同年6月，神社獲列為縣社。1884年，一眾社家通過入門神道修成派而重獲神官資格。1890年2月8日，神社獲升為國幣小社。1948年9月30日，神社本廳制定「幹部和職員去留相關規定」（役職員進退に関する規程，《規程第15號》），神社列於其中第五條提到的「記載於別表的神社」（別表に掲げる神社）之內，即別表神社。

## 境內
| 名稱             | 坊名       | 院名   | 名稱         | 坊名   | 院名   |
| 中社             | 中社       | 中社   | 寶光社       | 寶光社 | 寶光社 |
| ---------------- | ---------- | ------ | ------------ | ------ | ------ |
| 大杉旅館         | 西住坊     | 覺照院 | 越志旅館     | 圓光坊 | 廣善院 |
| 宿坊大西         | 永泉坊     | 松壽院 | 御宿小谷     | 法林坊 | 法教院 |
| 落合旅館         | 實道坊     | 實道院 | 宿坊岸本     | 乘遊坊 | 教釋院 |
| 宿坊極意         | 能海坊     | 德善院 | 楠川旅館     | 玉藏坊 | 玉泉院 |
| 戶隱参詣宿高山坊 | 花寧坊     | 攝善院 | 清水旅館     | 靈仙坊 | 安樂院 |
| 武井旅館         | 中道坊     | 行勝院 | 御宿諏訪     | 常行坊 | 延命院 |
| 武田旅館         | 光如坊     | 妙光院 | 武井旅館     | 覺住坊 | 福壽院 |
| 鷹明亭辻旅館     | 明遊坊     | 壽教院 | 山之宿築山館 | 普光坊 | 普賢院 |
| 中谷旅館         | 儀光坊     | 寶泉院 | 御宿富岡     | 法明坊 | 智照院 |
| 久山館           | 顯光寺本坊 | 勸修院 | 福岡旅館     | 常明坊 | 淨智院 |
| 二澤旅館         | 醍醐坊     | 正智院 | 宮本旅館     | 慶乘坊 | 遍照院 |
| 宿坊宮澤         | 中光坊     | 寶藏院 | 宿坊山本館   | 玉泉坊 | 善法院 |
| 橫倉旅館         | 禪教坊     | 十輪院 |              |        |        |
| 舊奧社           |            |        |              |        |        |
| 安藤旅館         | 緣覺坊     | 安住院 | 奧田旅館     | 瑞光坊 | 真乘院 |
| 金輪院今井旅館   | 金輪坊     | 金輪院 | 京極旅館     | 忍辱坊 | 妙觀院 |
| 太田旅館         | 祗蓮坊     | 妙行院 | 常田旅館     | 能遊坊 | 常泉院 |
| 宿坊神原         | 禪明坊     | 觀法院 | 御宿渡邊     | 圓明坊 | 良性院 |
| 成瀨旅館         | 常祇坊     | 成就院 |              |        |        |
| 藤井旅館         | 隨勝坊     | 東泉院 |              |        |        |
| 松井莊           | 祗乘坊     | 妙智院 |              |        |        |
| 宿坊水野         | 常樂坊     | 常樂院 |              |        |        |

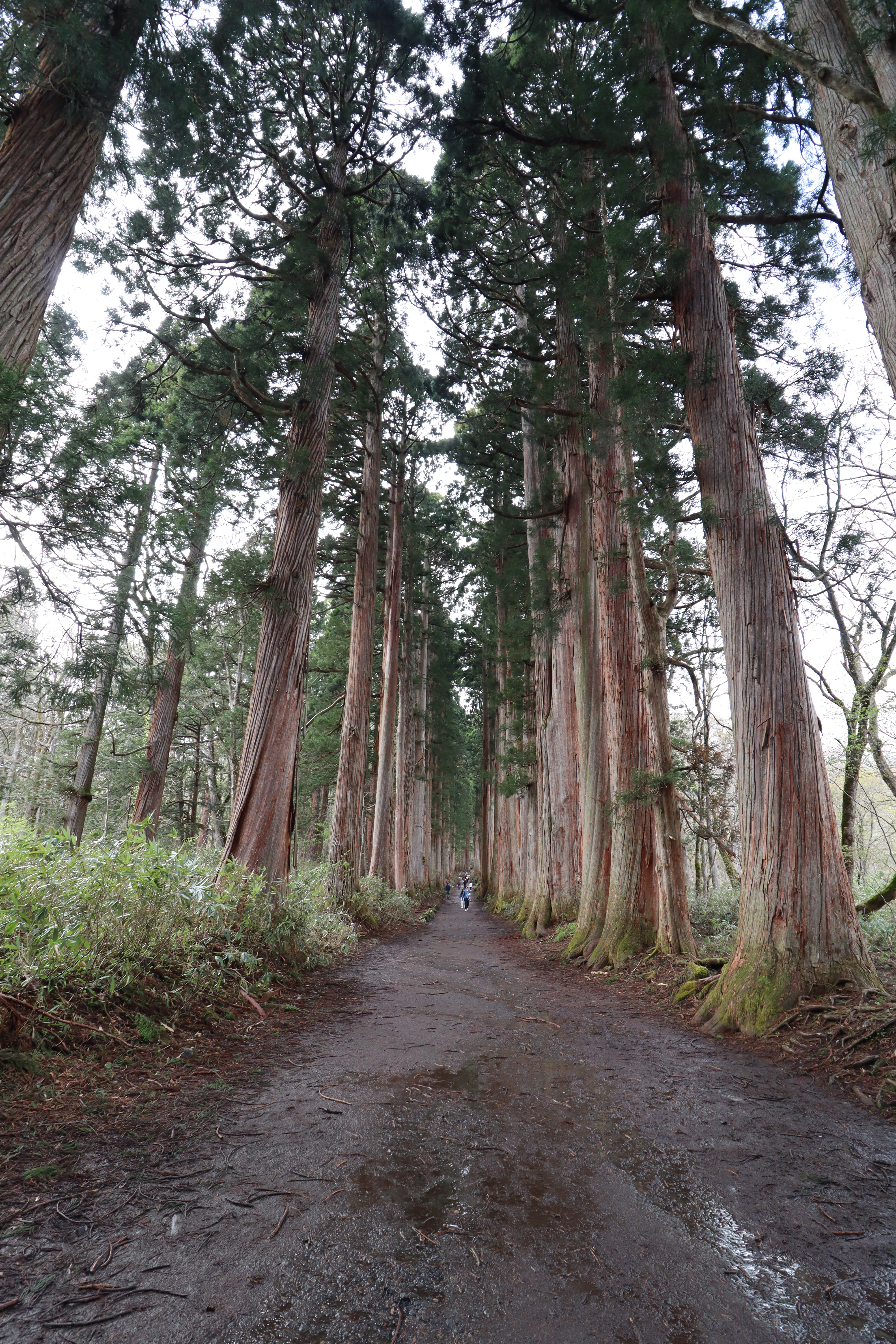
奧社參道的林蔭大道

根據《日本社寺大觀》記載，神社的境內面積237352坪（約784634.71平方），《神社名鑑》稱是238528坪（約788522.31平方），《全國神社名鑒》則指是239088坪（約790373.55平方），中社和寶光社以至其宿坊作為重要傳統的建造物群保存地區的面積則達73.3公頃左右，基本上為平房或樓高兩層，多為寄棟造、茅葺和平入，作為大雪地區，屋簷採用船枻造，地板也較高，宿坊分為客殿和庫裏部分，神殿和客廳位於客殿部分，正面建有向拜，周圍也建有庭園。
奧社的社叢的面積是506,670平方米，樹木主要是春榆、華東椴、水楢、日本七葉樹、大山櫻、圓齒水青岡、日本榿木和水曲柳等等，也有日本柳杉、日光冷杉和東北紅豆杉等針葉樹，其中有300多棵日本柳杉在隨神門至參道的500米路兩旁，形成林蔭大道，也有細辛、九輪草、大姥百合、紅花、山芍藥、水芭蕉、日本山萮菜、千島箬竹、姬青木、大虎杖、沼生冬青和蝦夷楪等植物，以及棲息有田子蛙、黑小鯢、日本爪鯢、灰鵐、茶腹鳾、煤山雀、小杜鵑、北鷹鵑、大杜鵑、喜馬拉雅中杜鵑、日本綠啄木鳥、小星頭啄木鳥、大赤啄木、藍歌鴝、白腹姬鶲和黃眉姬鶲等動物。

## 建築
- 1962年1月倒塌前的本殿
- 本殿
- 手水舍
- 社務所

- 隨神門
- 左方隨神像
- 右方隨神像

- 院坊遺址
- 一龕龍王祠
- 飯綱社

奧社的祭神是天手力雄命，本地佛是聖觀音。永仁6年正月3日（1298年2月15日），根據長泉寺藏的聖觀音背銘記載，奧社毀於雪崩，翌年重建。。明治2年（1869年），社殿再次毀於雪崩，1875年重建。1962年2月1日，社殿、休憩處和社務所又毀於雪崩。1964年6月，本殿以木造形式重建，社務所則採用鋼筋混凝土。1978年，奧社本殿和休憩處再次遭遇雪崩而沖毀，翌年本殿採用鋼筋混凝土於岩盤內重建。1962年1月時倒塌的本殿是長寬各2間（約3.64）三間社流造建築，拜殿正面寬4間（約7.27），長2.5間（約4.55），手水舍正面寬7尺（約2.12），長6尺（約1.82），社務所是正面寬11間（約20），長4間3尺（約8.18）平房，鳥居是高23尺（約6.97），寬16尺5寸（約5）的明神鳥居，隨神門建於寶永7年（1710年），為三間一戶的入母屋造八腳門，為神社最古老的建築，隨神像則高7尺4寸（約2.24）。此外，奧社地區尚有院坊遺址、講堂遺址、以一龕龍王為祭神的種池祭舉辦地一龕龍王祠和以飯綱大明神為祭神的飯綱社等建築。
- 社殿
- 手水舍
- 社務所
- 西參道鳥居

- 三本杉
- 青龍殿
- 五齋神社
- 日吉社

中社的祭神是天八意思兼命，本地佛是釋迦如來，在寬治元年（1087年）時分祀自奧社。1942年，宮司的住處失火，導致中社的社殿被焚毀，1955年重建。本殿是正面寬3間2尺（約6.06），長3間（約5.45）的切妻造建築，拜殿是正面寬8間2尺（約15.15），長7間2尺（約13.33）的入母屋造建築，與本殿為一體化建築，手水舍正面寬1間2尺5寸（約2.58），長1間3寸（約1.91），社務所是正面寬13間（約23.64），長4間3尺（約8.18）的平房，1937年建立的鳥居是高34尺5寸（約10.45），寬24尺（約7.27）的明神鳥居，2020年4月改以加拿大產扁柏重建，同年11月1日舉行竣工儀式，高11米。此外，中社地區尚有2003年建立的西參道鳥居、三本杉、青龍殿（寶物館、參集殿）、五齋神社、宣澄社、日吉社和金刀比羅社等建築。
- 社殿
- 手水舍

- 社務所
- 神輿
- 鳥居

寶光社的祭神是天表春命，本地佛是地藏菩薩，在康平元年（1058年）時分祀自奧社。社殿重建於萬延2年（1861年，文久元年），《長野縣史》稱是本殿，《長野縣上水內郡神社誌》則稱是拜殿，兩殿為一體化的入母屋造建築，本殿正面寬5間（約9.09），長1間1尺（約2.12），拜殿正面寬7間4尺（約13.94），長11間3尺（約20.91），神輿庫是正面寬2間（約3.64），長4間（約7.27）的平房，手水舍正面寬8尺7寸（約2.64），長5尺7寸（約1.73），社務所是正面寬6間3尺（約11.82），長3間3尺（約6.36）的平房，鳥居是高24尺（約7.27），寬17尺（約5.15）的明神鳥居。此外，境內尚有末社天神社、日枝社、竈神社和赤山社等建築。
- 九頭龍社
- 社殿

- 石鳥居
- 二本杉（夫婦杉）
- 西行櫻

九頭龍社的祭神是九頭龍大神，本地佛是大辯才天，社殿在1936年2月1日毀於雪崩，當時在奉仕的神官亦因此死去，翌年重建，本殿是長寬各1間3尺（約2.73）的流造建築，拜殿則是正面寬3間（約5.45），長2間3尺（約4.55）的入母屋造建築。火之御子社的祭神是天鈿女命、高皇產靈命、栲幡千千姬命和天忍穗耳命，始於承德2年（1098年），本地佛根據正安元年5月20日（1299年6月19日）書寫的戶隱神社舊藏《大般若經》奥書記載是八大金剛童子。社殿重建於1884年，2005年曾經進行修理，拜殿正面寬3間4尺（約6.67），長4間3尺（約8.18），石鳥居建於弘化2年（1845年），高12尺（約3.64），寬9尺（約2.73）。此外，境內尚有二本杉（夫婦杉）和西行櫻。

## 祭事
| 式年大祭（牛年和未年） 柱松神事（三年一度） | |      | |      | |
| 1月                                         | 歲旦祭（1月1日，奧社） 歲旦祭（1月2日，中社） 講社祭（1月2日，中社） 歲旦祭（1月3日，寶光社） 講社祭（1月3日，寶光社） 歲旦祭（1月4日，火之御子社） 鎮火祭（1月7日，奧社） | 2月  | 古札焚上祭（節分前一天，中社） 追儺祭（節分，中社） 紀元祭（2月11日，中社） 天長祭（2月23日，中社）                                                                                            | 3月  | — |
| 4月                                         | 月並祭（4月25日，中社） 月並祭（4月28日，寶光社） 昭和祭（4月29日，中社）                                                                                                  | 5月  | 月並祭（5月1日、6日、8日和10日，中社） 月並祭（5月3日、5日、12日、16日和20日，寶光社） 祈年祭（5月14日，中社） 祈年祭（5月15日，奧社） 祈年祭（5月16日，寶光社） 祈年祭（5月18日，火之御子社） | 6月  | 月並祭（6月1日，中社） 飯繩社祭（6月6日，飯繩社） 月並祭（6月15日，寶光社） 種池祭（中巳日，種池等地） 大祓式（6月30日，奧社、中社和寶光社）   |
| 7月                                         | 月並祭（7月1日，中社） 宣澄鎮魂祭（7月9日，宣澄碑前） 月並祭（7月15日，寶光社）                                                                                            | 8月  | 月並祭（8月1日，中社） 例祭（8月14日，中社） 例祭（8月15日，奧社） 月並祭（8月16日，寶光社） 例祭（8月16日，寶光社） 例祭（8月18日，火之御子社）                                               | 9月  | 月並祭（9月1日，中社） 末社祭（9月2日，寶光社） 末社祭（9月10日，中社） 月並祭（9月15日，寶光社）                                              |
| 10月                                        | 月並祭（10月1日，中社） 月並祭（10月15日，寶光社） 神嘗奉祝祭（10月17日，中社）                                                                                            | 11月 | 明治祭（11月3日，中社） 新嘗祭（11月22日，中社） 新嘗祭（11月23日，奧社） 新嘗祭（11月24日，寶光社） 新嘗祭（11月25日，火之御子社）                                                            | 12月 | 大祓式（12月30日，中社和寶光社） 除夜祭（12月30日，中社和寶光社） 大祓式（12月31日，奧社） 除夜祭（12月31日，奧社） 跨年神事（12月31日，奧社） |

式年大祭在牛年和未年舉辦，神輿從寶光社出發渡御至中社，象徵寶光社祭神天表春命與其父中社祭神天八意思兼命相隔六年重逢，一行人抬起重約600公斤的神輿，耗時約兩小時，路程約三公里，神樂、神樂裝束、稚兒以及戶隱各地區的獅子神樂也在行列之中，兩星期後返回寶光社，以前神輿也曾經渡御至奧社。柱松神事是原本在4月和7月舉行的火祭，屬於修驗道的一種護摩，當時三院的舉辦日期分別是4月15日、4月16日和4月18日，7月則是7月15日、7月8日和7月10日，柱松各有三支，奧院是半竹半木，中院是全為竹，寶光院則全為木，通過比較燃燒速度來預測當年的運勢，在江戶時代末期雖然一度停辦，但是在2003年的式年大祭時重辦，三年一度於中社舉辦，由特別祈禱祭、行列、柱松山伏（松山伏）的入山修行、比試（験比べ）、火祭和直會組成，柱松呈四角堆形，中院以千島箬竹製成，寶光院以雜木製成，奧院則混合兩者。
太太神樂是由降神之舞、水繼之舞、身滌之舞、巫女之舞、御返幣之舞、吉備樂之舞、三劍之舞、弓矢之舞、岩戶開之舞和直會之舞組成的神樂，統稱為大神樂，排除吉備樂之舞、三劍之舞和弓矢之舞後的七種統稱為中神樂，再排除水繼之舞和御返幣之舞之後的五種則稱為小神樂。神樂主要由35家社家的當主以及子弟負責，按中社和寶光社劃分，稱為樂部，各自設有樂長和副樂長，並且在月並祭、例祭、祈年祭和新嘗祭等時期舉辦，加上崇敬者的個別申請，每年約有70次。其中，巫子之舞、吉備樂之舞、岩戶開之舞和直會之舞由四名小學女生負責，也容許社家以外的小學女生參與。文獻上，太太神樂最早的記載見於延享5年（1748年）的《高盛大御膳金子本帳控》，神樂本身則由顯光寺別當栗田家下轄的德武松王負責，起源於火之御子社，其後才延伸至三社。

## 註解
1. ↑  大山指大神山神社（日语：大神山神社）和大山寺（日语：大山寺 (鳥取県大山町)）[27]。
2. ↑  靈仙寺現為長野縣上水內郡信濃町大井（日语：富士里村）的靈仙寺遺址[26]。
3. ↑  現行對應地名如下[1]：
  - 栗田村現為長野市栗田（日语：栗田 (長野市)）和南千歲的一部分。
  - 二條現為長野市戶隱豐岡的一部分。
  - 上楠川現為長野市戶隱的一部分。
4. ↑  上野村、下楠川、宇和原和奈良尾現為長野市戶隱豐岡的一部分[1]。

## 外部連結
- . 戶隱神社.   [2025-06-18] （日语）.
- 的Instagram帳戶
- YouTube上的頻道
- . 戶隱觀光協會.   [2025-06-18] （日语）.
- . kotobank （日语）.